# Vibius Sequester
Vibius Sequester est un compilateur latin du IVe ou du Ve siècle de l'ère commune. On lui attribue un opuscule composé de listes de noms géographiques.

## Œuvre
De fluminibus, fontibus, lacubus, nemoribus, gentibus, quorum apud poëtas mentio fit est composé de listes alphabétiques de noms géographiques trouvés chez des poètes romains, tout particulièrement dans Virgile, Ovide et Lucain. Plusieurs des noms consignés ne peuvent pas être retrouvés ; ceci peut être dû à l'inattention ou à l'ignorance de Vibius Sequester, mais on peut aussi croire qu'il disposait de sources que nous n'avons plus.
Les listes sont les suivantes :
1. Flumina (cours d'eau)
2. Fontes (sources)
3. Lacus (lacs)
4. Nemora (forêts)
5. Paludes (marais)
6. Montes (montagnes)
7. Gentes (peuples)

## Éditions
- Éditions anciennes : Toulouse (1615), Rotterdam (1711), Paris (1843), et, par Conrad Bursian, Zürich (1867). On peut aussi trouver le texte dans Geographi latini minores d'Alexander Riese (de) (1878).
- Éditions modernes : le Teubner sous la direction de R. Gelsomino (1967) et l'édition de P.G. Parroni (Milan, 1965).
- En ligne : « Liber de fluminibus, fontibus, lacubus, nemoribus, gentibus, quorum apud poëtas mentio fit », dans Philippe Jacques de Maussac (dir.), Plutarchi libellus de fluviorum et montium nominibus et de his quae in illis inveniuntur : Accedit Vibii Sequestris liber de fluminibus, fontibus, lacubus, nemoribus, gentibus, quorum apud poëtas mentio fit, Toulouse, 1615 (lire en ligne)